# No Sacrifice, No Victory
No Sacrifice, No Victory sedmi je studijski album švedskog heavy/power metal sastava HammerFall. Album je objavljen 20. veljače 2009. godine, a objavila ga je diskografska kuća Nuclear Blast.

## Popis pjesama
| 1.    | »Any Means Necessary«                   | Joacim Cans, Oscar Dronjak        | 3:35 |
| 2.    | »Life Is Now«                           | Cans, Dronjak                     | 4:43 |
| 3.    | »Punish and Enslave«                    | Cans, Dronjak                     | 3:57 |
| 4.    | »Legion«                                | Cans, Dronjak                     | 5:36 |
| 5.    | »Between Two Worlds«                    | Dronjak                           | 5:28 |
| 6.    | »Hallowed Be My Name«                   | Cans, Dronjak                     | 3:56 |
| 7.    | »Something for the Ages« (instrumental) | Pontus Norgren, Fredrik Thomander | 5:03 |
| 8.    | »No Sacrifice, No Victory«              | Cans, Dronjak                     | 3:32 |
| 9.    | »Bring the Hammer Down«                 | Cans, Stefan Elmgren              | 3:41 |
| 10.   | »One of a Kind«                         | Cans, Dronjak, Jesper Strömblad   | 6:14 |
| 11.   | »My Sharona« (obrada The Knacka)        | Doug Fieger, Berton Averre        | 3:57 |
| 49:42 |                                         |                                   |      |

## Zasluge
| HammerFall - Joacim Cans – vokali - Oscar Dronjak – gitara, prateći vokali - Pontus Norgren – gitara, prateći vokali - Fredrik Larsson – bas-gitara, prateći vokali - Anders Johansson – bubnjevi Dodatni glazbenici - Biff Byford – prateći vokali - Dave Hill – prateći vokali - Nicky Moore – prateći vokali - Billy King – prateći vokali - Olaf Zenkbiel – prateći vokali - Mats Rendlert – prateći vokali - Johan Aremyr – prateći vokali - Joacim Lundberg – prateći vokali - Markus Skold – prateći vokali - Edward Janson – prateći vokali - Jens Johansson – orgulje na "Between Two Worlds", solo dionica na klavijaturama na "Something for the Ages" - Stefan Elmgren – solo dionice na gitari na "Bring the Hammer Down" | Ostalo osoblje - Charlie Bauerfeind – produciranje, mastering, inženjer zvuka, miksanje - Mikael Johansson – fotografija - Samwise Didier – omot albuma - Thomas Ewerhard – naslovnica |